# Haplochromis michaeli
Haplochromis michaeli је зракоперка из реда Perciformes.

## Угроженост
Ова врста је изумрла, што значи да нису познати живи примерци.

## Распрострањење
Ареал врсте је био ограничен на мањи број држава. 
Врста је пре изумирања била присутна у: Кенији, Танзанији и Уганди.

## Станиште
Ранија станишта врсте су била слатководна подручја.